# Distrito de Pichari
El distrito de Pichari es uno de los quince que conforman la provincia de La Convención, ubicada en el departamento del Cuzco en el Sur del Perú.
Limita por el Norte con el distrito de  Pangoa, (Satipo, Junín);  por el Sur con el distrito de Quimbiri; por el Este con el distrito de Echarate; por el Oeste con el río Apurímac y con los distritos de Sivia y Llochegua (Huanta, Ayacucho).
Para la Iglesia católica el distrito forma parte del Vicariato apostólico de Puerto Maldonado, pero actualmente es atendido desde Sivia, que depende de la Arquidiócesis de Ayacucho.

## Historia
Fue creado mediante Ley del 7 de agosto de 1995 durante el gobierno del Presidente Alberto Fujimori antes fue una de las comunidades del distrito de kimbiri, es la razón por la que llaman Kimbiri corazón del Vraem.

## Geografía
Su capital es el poblado de Pichari situado a los 614 m s. n. m.
Las principales poblaciones del Distrito son Pichari Centro, Alto Pichari, Bajo Pichari (donde se encuentra un Batallón del Ejército del Perú y una delegación de la ONU), Otari San Martín (donde existe una comunidad de Asháninkas).

## Autoridades

### Municipales
- 2015-2018[2]
  - Alcalde: Amador Herminio Quintero Villar, del Partido Democrático Somos Perú (SP).
  - Regidores: Joel Huamán Huicho (SP), Carmen Rosa Anyosa Luján (SP), Cayo Portal Peralta (S P), Alfredo Guerra Espino (SP), Sócrates Jeri Carrasco (APU)
- 2011-2014[3]
  - Alcalde: Edilberto Floriano Gómez Palomino, del Partido Perú Posible (AP).
  - Regidores: Orlando Reynato Gómez Delgado (PP), Romalda Taype Jeri (PP), Víctor De La Cruz Carhuas (PP), Martha Sairitupac Palomino (PP), Nelly Lady Cuadros Candia (Somos Perú).
- 2007-2010
  - Alcalde: Miky Joaquín Dipas Huamán.
  - Regidores: Eduardo Armaldo Gamarra Benitrez,Graciela Erasmo Barzola; Jorge Hinostroza Anaya, Zenobio Cáceres Nalvarte y Edilberto Najarro.

- 2003-2006
  - Alcalde: Miky Joaquín Dipas Huamán.
  - Regidores: Victor Rondinel Pedroza, Simion Lunazco Quispe, Benigna Espada Vargas, Ramos, Urbano Portal Peralta

## Festividades
- Santa Rosa de Lima.
- Festival de la hoja de Coca.
- carnaval tradicional.